# Río Rosas
El río Rosas también conocido como el río Chico, es una corriente de agua que corre por el Estado de México e Hidalgo en México.

## Geografía
La corriente tiene sus orígenes a un km el sur de Calpulalpan, Estado de México, a una altitud de 2575 m s. n. m.; inicialmente sigue un curso oriente, pasa por San Francisco Soyaniquilpan y cruza la autopista México-Querétaro y recibe por margen derecha, a una altitud de 2145 m s. n. m., los escurrimientos de su único aportador importante, el arroyo Francas. En la parte final de su recorrido conserva su curso oriente hasta llegar a Tula de Allende, en la zona atraviesan Xochitlán, San Andrés, Nantzha y al llegar a la Malinche. Descarga sus aguas al río Tula, por su margen izquierda, a una altitud de 2025 m s. n. m.

## Historia
Los religiosos del convento franciscano en Tula, se abastecían del agua del río Rosas. A mediados del siglo XVIII, el sistema de riego estaba constituido por una presa derivadora. Para finales del siglo XX, el río poco a poco se contaminan más por descargas industriales de la zona. En 2018, ante la falta de lluvias el cauce del río estaba casi seco. El 7 de septiembre el río se desbordó provocando inundaciones en el municipio de Tula de Allende.